# Paul Lorrain
Pour les articles homonymes, voir Lorrain (homonymie).
Ne doit pas être confondu avec Paul Lorain.
Paul Lorrain (Montréal, - 8 septembre 1916 - 29 juin 2006) est un physicien et professeur québécois. 

## Biographie
Il obtint un doctorat en physique de l'Université McGill, à Montréal et devint ensuite chercheur post-doctoral à l'Université Cornell. Il fut nommé professeur titulaire à la Faculté des sciences de l'Université de Montréal en 1956. En 1957, il devint directeur du département de physique de l'Université de Montréal (jusqu'en 1967), période pendant laquelle il fonda le laboratoire de physique nucléaire et conçut le premier accélérateur de particules fabriqué dans une université francophone du Québec.
Il était un enseignant enthousiaste, friand de paradoxes physiques (apparents). Il prit sa retraite en 1982, obtenant l'éméritat de l'Université de Montréal. Il se joignit au Department of Earth and Planetary Sciences de l'Université McGill à titre de research associate, où il fut actif jusqu'en 2005, avec plus de 22 publications scientifiques durant cette période.
Il fut l'auteur d'un des plus importants livres d'enseignement de la physique, toujours utilisé dans plusieurs cours de physique universitaires en Amérique du Nord : Electromagnetic Fields and Waves, avec Dale R. Corson, et est considéré comme un des pionniers de la physique moderne[Laquelle ?] au Québec francophone.

## Distinctions
- 1967 - membre de la Société royale du Canada
- 1994 - officier de l'ordre national du Québec

## Œuvres de Paul Lorrain
- Corson, D.R. et Lorrain, P. Introduction to electromagnetic fields and waves, W. H. Freeman, 1962
- Lorrain, P. et Corson, Dale R. Electromagnetic Fields and Waves, 2e éd., W. H. Freeman, 1970  (ISBN 0716718235)
- Lorrain, P., Lorrain, F. et Houle, S. Magneto-Fluid Dynamics: Fundamentals and Case Studies, New York: Springer-Verlag, 2006  (ISBN 0387335420)